# Pastel de bodas
El pastel de bodas, tarta nupcial, torta de novios o torta de casamiento es el postre tradicional que se sirve a los invitados de una boda después de la ceremonia. En la cultura occidental moderna, suele tratarse de una gran tarta de varios pisos o capas, decorada con abundante glaseado (a menudo sobre una capa de mazapán o de dulce de caramelo), y coronada por una pequeña figura que representa la pareja. Otros motivos muy utilizados son las palomas blancas, las alianzas doradas y las herraduras (estas últimas simbolizan la buena suerte). Conseguir elaborar una tarta densa y consistente, que aguante bien las decoraciones y a la vez sea comestible, podría considerarse la mayor demostración del arte y la destreza del pastelero. 
Por lo general, la tradición manda que el novio y la novia corten juntos el primer trozo de tarta, a menudo con un gran cuchillo o incluso una espada. Una antigua tradición establecía que la novia debía servir la tarta a la familia del novio, como símbolo de su dedicación a la nueva familia. La tradición también puede establecer que la novia y el novio se den el uno al otro los primeros mordiscos de tarta. Una vez más, este acto simboliza la sustitución de la hasta entonces unión padre-hijo en favor de la unidad familiar que acaba de crearse.
Después de esto, los demás invitados ya pueden comer de la tarta, e incluso pueden llevarse algunas porciones a casa. Es posible que también se reserven algunos trozos para las personas que no han podido asistir a la ceremonia. Una antigua tradición sostenía que si una dama de honor dormía con un pedazo de la tarta debajo de la almohada, podía ser que soñara con su futuro marido.
A veces, los novios guardan una porción de la tarta para comérsela en su primer aniversario de boda, o en el bautizo de su primer hijo. Según las costumbres locales, esta porción puede ser la capa superior de la tarta, o una parte del trozo que el novio y la novia se dieron de comer el uno al otro. Dicha porción se congela con este propósito; de hecho, la parte superior de la tarta se elabora muchas veces con fruta, para que pueda conservarse durante mucho tiempo.

## Historia
El pastel de boda forma parte de la ceremonia nupcial desde tiempos medievales. Al principio estaban hechos a base de harina, uno de los símbolos de fertilidad y prosperidad. Hace unos 1900 años, los romanos empezaron a coger harina y sal, obteniendo con esto pequeños pasteles. Durante la ceremonia el novio comía una parte de este pastel y después él rompía lo que quedaba encima de la novia. Esto era símbolo de buena fortuna y bendición. Los invitados procuraban obtener algunos de los trocitos porque creían que con esto compartirían la prosperidad de la futura pareja. Esta fortuna no solo era para la pareja, sino también para los hijos que nacieran de esta relación.

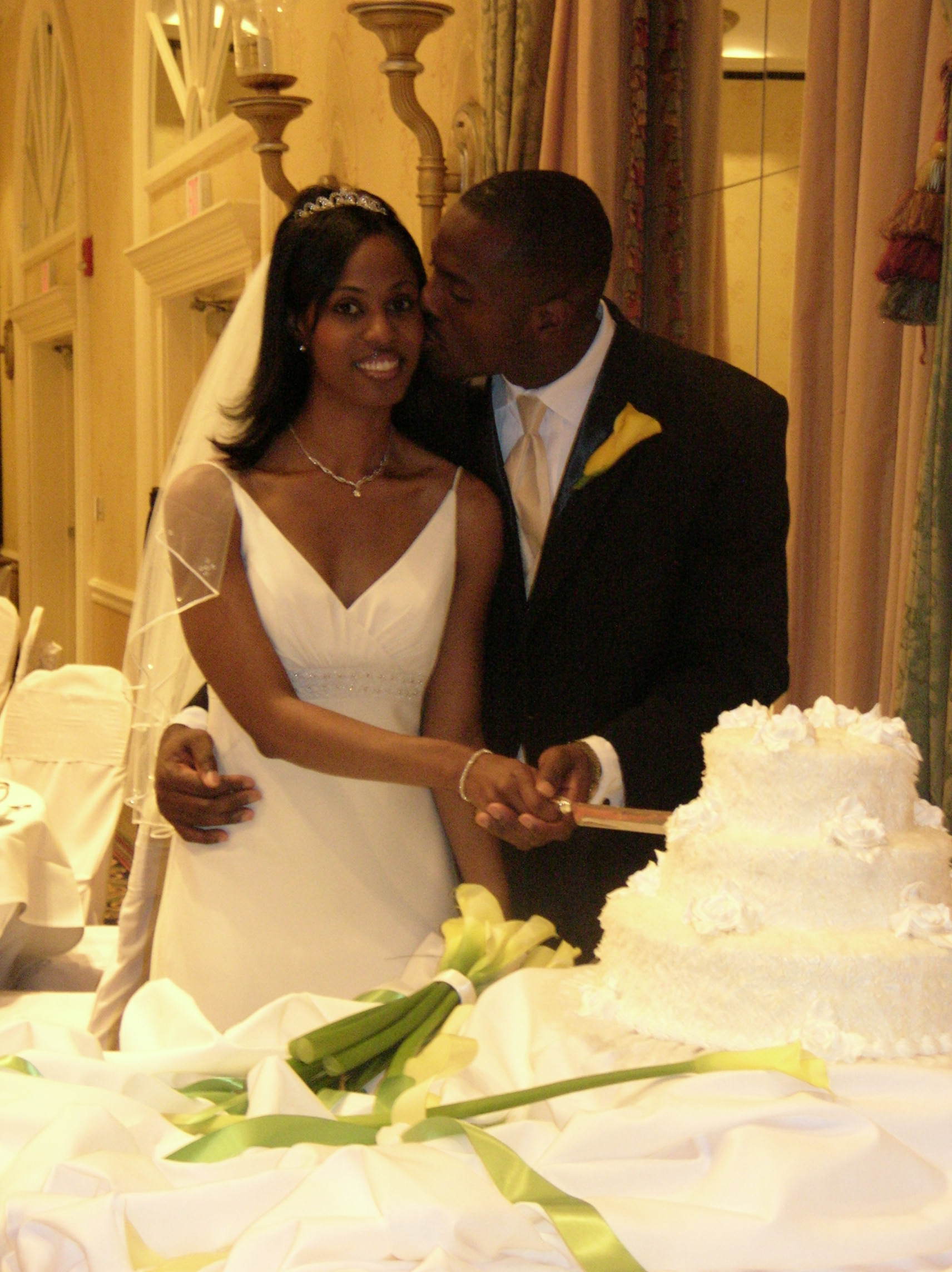
Pareja de novios cortando la tarta conjuntamente

Con el aumento de tamaño del pastel y la modernización de los pasteles se hizo imposible continuar con este ritual. Esto generó la desaparición de la tradición. Aunque hay documentos que confirman que en Escocia, durante el siglo XIX, todavía se rompían pasteles de avena sobre la cabeza de la novia. En el siglo XVII, el pastel nupcial se convirtió en un plato popular en las bodas, llamándose pastel de novias. Consistía en un pastel de carne picada, muchas veces de cordero, decorado con migas de pan dulce. Como ingrediente principal tenía un anillo de cristal. Se decía que la joven que encontrará ese anillo sería la próxima casadera. Estos pasteles no tuvieron una repercusión mundial, pero hay testigos que ocupan un sitio importante en la mesa principal de algunas ceremonias.
A partir del siglo XIX, el pastel de boda se hizo realmente popular y la utilización del pastel de novias desapareció, conservando todavía la tradición del anillo. Enseguida los pasteles se empezaron a elaborar con trozos de pasas o cerezas, solas o acompañadas, y algunas variaciones. Existía la extraña tradición de dormir con una porción debajo del cojín, esta tradición venía del siglo XVII, y probablemente formaba parte de la tradición de dar el pastel como detalle. La tradición decía que las chicas que pusieran una porción de pastel debajo de la cama soñarían con su futuro marido.
Muchas personas manejan hasta nuestros días que un pastel de bodas debe ser de color blanco. El motivo es que el blanco es sinónimo de pureza. Anteriormente, los ingredientes que se utilizaban para hacer que el pastel de boda fuera blanco eran difíciles de conseguir, se necesitaba azúcar refinada lo más fino posible, esto hacía que sólo las familias más ricas pudieran comprarla. A raíz de esto, el pastel de color blanco, paso a representar un símbolo de riqueza en esos tiempos.
Cortar el pastel de bodas representa, simbólicamente, la primera labor que los novios han de hacer conjuntamente. Esta es una de las tradiciones que más han perdurado a lo largo de los tiempos. El primer trozo de pastel se corta para la novia con la ayuda del novio. Al principio esta labor era sólo para la novia, era ella quien cortaba el pastel para compartirlo con los invitados. La distribución de las porciones es una parte de esa antigua tradición del Imperio romano donde los invitados se peleaban unas migas del pastel. Después de cortar el pastel, la pareja se invita mutuamente a comer un trocito, esto proporciona un simbolismo de compromiso mutuo de los novios de proveerse el uno con el otro.